# 経済法
経済法（けいざいほう、ドイツ語: Wirtschaftsrecht）とは、定義について定説はないが、一般に、資本主義経済社会の下で国家が積極的に経済をコントロールするための法律の総称をいう。
日本においては、私的独占の禁止及び公正取引の確保に関する法律（独占禁止法）が経済法の中核とされ、各事業分野における各種業法（電気通信事業法、電気事業法、ガス事業法、鉄道事業法、道路運送法など）や公正・自由な貿易のルールを定める通商法（関税定率法、関税法、外国為替及び外国貿易法など）が経済法の重要な分野とされる。他方で、ドイツにおいては、経済私法（商法、知的財産権法、不正競争防止法など）と経済行政法（競争制限禁止法に代表されるカルテル法、各種業法、給付行政法など）に分類される。

## 歴史
古典的な資本主義経済社会において、レッセフェールを確保するための近代市民法、すなわち所有権の絶対、契約の自由などを基本原則として構成され、国家権力から経済活動の自由を最大限保障するための法が経済秩序の法として成立された。そこでは、市場の自動調節機能（アダム・スミスのいう見えざる手）を媒介として、社会全体の合理的な経済秩序が形成されると考えられ、国家の介入は受動的・消極的であった。しかし、近代市民法は、その所有権の絶対、契約の自由などを媒介として、市場の自動調節機能の機能不全を導いたため、その機能不全と限界に対応するため、国家が経済を積極的にコントロールするための法としての経済法が成立することとなった。
ドイツにおいて第一次世界大戦中の戦時経済政策、戦後の復興経済政策を実現するための経済統制法規群といった法領域の登場を経済法と呼んだことが、経済法という概念が独立した契機である。日本では、第一次世界大戦後の恐慌および経済統制法と呼ばれる法規群の登場を契機とし、ドイツの影響を受け、経済法という法領域が主張された。

## 類型
経済法は、市場の自動調節機能の機能不全と限界に対処法の違いによって、2つの基本類型に分けられる。1つは、国家が可能な限り競争条件を整備し、市場の自動調節機能の回復を図り、それを通じて社会全体の合理的な秩序形成を確保しようとする類型である。もう1つは、社会全体の合理的な秩序形成の確保を市場の自動調節機能に委ねることを断念し、国家が生産から消費までの経済過程に直接統制を加えようとする類型である。

## 諸法分野との関係
経済法は、公法・私法に続く第三の法領域、または公法と私法の融合領域と呼ばれ、他の多くの法分野との関係がある。
憲法
国の基本法である憲法の下で経済法が制定されるため、憲法の下にその存在が認められ、憲法の定める社会制度がその国の経済法の性格を規定することとなる。経済法は、時にズレを生じる場合もあるが、その時代、地域、国の経済社会に即してその本質を与えられると共に、憲法によって制度的に枠を与えられる。
日本国憲法では、職業選択の自由（日本国憲法第22条第1項）、財産権（日本国憲法第29条第1項）の保障を定めていると共に、公共の福祉を反しない限りの営業の自由（憲法第22条第1項、第29条第2項）の保障を定めており、経済法も営業の自由に対し、公共の福祉による制限を加えるものとしての地位が与えられている。
行政法
経済法は、行政機関が行政権をもって経済に干渉するための法であるから、経済を対象とする行政法として、行政法の性格を有する。
民法
経済法は行政法としての形式を採るほか、私法の形式を採ることもある。
商法
経済法と商法は共に経済生活を対象とする法であり、日本では商法の概念を企業に関する経済生活を総合的に把握する企業法として、経済法的分野も商法に含めて考えられている。
刑法
経済法では、その違反に対して刑罰（経済事犯）を科することを定めており、その刑罰請求のあり方が経済法の実効性に影響を与える。経済事犯に関する法を、「経済刑法」と呼ぶことがある。
労働法
経済法と労働法は共に資本主義経済社会の内在的矛盾を解決するための法であるが、労働法は労働者・労使関係の法として発展している。
国際法
資本主義経済社会は国際的な本質を持っており、国内の経済法は国際法との関係を持つ。

## 日本における経済法学者
- 今村成和
- 正田彬
- 久保欣哉
- 宮坂富之助
- 松下満雄
- 厚谷襄児
- 金子晃
- 根岸哲
- 舟田正之
- 高橋岩和
- 村上政博
- 野尻俊明
- 和田健夫
- 金井貴嗣
- 泉水文雄
- 川濱昇
- 田村次朗
- 白石忠志
- 池田千鶴
- 武田邦宣